# 宝蔵寺 (徳島県佐那河内村)
宝蔵寺（ほうぞうじ）は、徳島県佐那河内村にある高野山真言宗の寺院である。山号は蓮華山。本尊は地蔵菩薩。
新四国曼荼羅霊場74番札所。阿波六地蔵霊場4番札所。阿波秩父観音霊場3番札所。

## 歴史
江戸時代前期の元和年間（1615年-1624年）に創建したと伝わる。
地蔵菩薩を本尊とする真言宗御室派の寺だったが、1946年（昭和21年）に高野山真言宗となった。

## 交通案内
- 四国旅客鉄道（JR四国）高徳線・牟岐線 徳島駅より車で約30分。

## 前後の札所
新四国曼荼羅霊場
73番 上一宮大粟神社 ---- 74番 宝蔵寺 ---- 75番 地蔵院